# Edvard Sverdrup
Johan Edvard Sverdrup, född 22 juni 1861 i Balestrand, död 20 januari 1923 i Oslo, var en norsk teolog, son till Harald Ulrik Sverdrup, far till Harald Ulrik Sverdrup. 
Sverdrup blev teologie kandidat 1885, kyrkoherde 1898 och kallades 1907 till professor i kyrkohistoria vid den då nyinrättade Det teologiske Menighetsfakultet, vars dekanus han blev 1916. Han hade stort inflytande på den samtida prästutbildningen i Norge och var 1910–19 medredaktör av det konservativa kyrkoorganet "Luthersk Kirketidende" och ledde jämte Ole Hallesby den mäktiga motrörelsen mot liberalteologin. Bland hans många skrifter märks Hvorledes Luther blev reformator (1917), Fra Norges kristenliv (1918) och Luthers kamp mot Rom (1922).